# Грубер, Джонатан
Джонатан Холмс Грубер (англ. Jonathan Holmes Gruber; род. 30 сентября 1965) — американский экономист, специалист по политике общественного здравоохранения; профессор в Массачусетском технологическом институте (1992); директор и научный сотрудник программы здравоохранения в Национальном бюро экономических исследований; ассоциированный редактор журналов «Journal of Public Economics» и «Journal of Health Economics»; один из ключевых архитекторов реформы здравоохранения в штате Массачусетс («Romneycare», 2006), соавтор программы «Obamacare»; член Эконометрического общества (2016).

## Работы
- Social security and retirement around the world. — Chicago: University of Chicago Press, 1999. — ix, 486 p. — ISBN 978-0-226-30999-6.
  - Social security programs and retirement around the world : micro-estimation. — Chicago: University of Chicago Press, 2004. — ix, 741 p. — ISBN 978-0-226-30998-9.
  - Social security programs and retirement around the world : fiscal implications of reform. — Chicago: University of Chicago Press, 2007. — ix, 541 p. — ISBN 978-0-226-31000-8.
- Risky behavior among youths : an economic analysis. — Chicago: University of Chicago Press, 2001. — x, 538 p. — ISBN 978-0-226-30997-2.
- The problems of disadvantaged youth : an economic perspective. — Chicago: University of Chicago Press, 2009. — ix, 317 p. — ISBN 978-0-226-30947-7.